# مدرسه شاه
مدرسه شاه مربوط به دوره پهلوی است و در بهشهر، خیابان شهید هاشمی نژاد، جنب باغ شاه واقع شده و این اثر در تاریخ ۱۰ مهر ۱۳۸۰ با شمارهٔ ثبت ۴۱۷۶ به‌عنوان یکی از آثار ملی ایران به ثبت رسیده است.